# Hunyadfalva
Hunyadfalva es un pueblo húngaro perteneciente al distrito de Szolnok, condado de Jász-Nagykun-Szolnok.

## Superficie
Cuenta con una superficie de 5,35 km².

## Demografía
Hasta 2024 la población era de 166 habitantes, con una densidad de población de 31,02 hab/km².
| Gráfica de evolución demográfica de Hunyadfalva entre 2020 y 2024 |
|                                                                   |
| Datos según la Oficina Central de Estadística de Hungría.         |